# Volta a Catalunya de 1953
La Volta a Catalunya de 1953 fou la 33a edició de la Volta a Catalunya. La prova es disputà en 10 etapes entre el 7 i el 13 de setembre de 1953, amb un total de 1.444 km. El vencedor final fou el valencià Salvador Botella, per davant dels catalans Francesc Masip i Josep Serra.
En aquesta edició es repeteix l'esquema de cursa de l'any anterior, amb deu etapes, una d'elles dividides en dos sectors. Es disputa una contrarellotge individual, en la cinquena etapa, segon sector i es continuen donant bonificacions als tres primers classificats de cada etapa i dels ports de muntanya. Foren 104 els ciclistes inscrits per prendre la sortida, però finalment foren 91 els que van prendre la sortida.
La cursa fou extremadament canviant i emocionant quant al resultat final. En acabar les quatre primeres etapes hi hagué canvi de líder cada dia, i Francesc Alomar passà a liderar la cursa amb quasi 8' sobre el segon, però l'endemà, amb l'arribada a Andorra la Vella el lideratge passà a mans de Salvador Botella, amb quasi 5' sobre el segon. Botella anà dosificant aquesta diferència, però en la penúltima etapa, l'etapa reina, l'italià Donato Zampini arribà a Berga amb set minuts i mig sobre els immediats perseguidors i passà a liderar la cursa amb un minut i mig sobre Botella a manca de l'etapa final. L'etapa final no fou gens plàcida, i un atac pel circuit de Montjuïc va permetre a Botella recuperar el lideratge i aconseguir la victòria final.

## Etapes
| Etapa | Data           | Recorregut                          | km    | Guanyador              | Líder                  |
| ----- | -------------- | ----------------------------------- | ----- | ---------------------- | ---------------------- |
| 1a    | 6 de setembre  | Montjuïc - Montjuïc                 | 46,0  | Miquel Poblet (ESP)    | Miquel Poblet (ESP)    |
| 2a    | 6 de setembre  | Sant Adrià de Besòs - Girona        | 92,0  | Adolfo Grosso (ITA)    | Adolfo Grosso (ITA)    |
| 3a    | 7 de setembre  | Girona - Granollers                 | 186,0 | Francesc Alomar (ESP)  | Francesc Alomar (ESP)  |
| 4a    | 8 de setembre  | Granollers - Andorra la Vella (AND) | 247,0 | Salvador Botella (ESP) | Salvador Botella (ESP) |
| 5a A  | 9 de setembre  | Andorra la Vella (AND) - Organyà    | 43,0  | Salvador Jarque (ESP)  | Salvador Botella (ESP) |
| 5a B  | 9 de setembre  | Organyà - Agramunt (CRI)            | 54,0  | Josep Serra (ESP)      | Salvador Botella (ESP) |
| 6a    | 9 de setembre  | Agramunt - Lleida                   | 60,0  | Carmelo Morales (ESP)  | Salvador Botella (ESP) |
| 7a    | 10 de setembre | Lleida - Tortosa                    | 188,0 | Jaime Montaña (ESP)    | Salvador Botella (ESP) |
| 8a    | 11 de setembre | Tortosa - Tarragona                 | 100,0 | Miquel Poblet (ESP)    | Salvador Botella (ESP) |
| 9a    | 12 de setembre | Tarragona - Berga                   | 258,0 | Donato Zampini (ITA)   | Donato Zampini (ITA)   |
| 10a   | 13 de setembre | Berga - Barcelona                   | 170,0 | Marcel Janssens (BEL)  | Salvador Botella (ESP) |

### Etapa 1. Barcelona - Barcelona. 46,0 km
|   | Ciclista         | Equip                  | Temps      |
| - | ---------------- | ---------------------- | ---------- |
| 1 | Miquel Poblet    | Catalunya-Cacaolat     | 1h 11' 55" |
| 2 | Salvador Botella | València-Conyac Lustau | m. t.      |
| 3 | Manolo Rodríguez | Galícia-Astúries       | m. t.      |

|   | Ciclista         | Equip                  | Temps      |
| - | ---------------- | ---------------------- | ---------- |
| 1 | Miquel Poblet    | Catalunya-Cacaolat     | 1h 10' 55" |
| 2 | Salvador Botella | València-Conyac Lustau | + 20"      |
| 3 | Francesc Massip  | Barcelona              | m. t.      |

### Etapa 2. Barcelona - Girona. 92,0 km
|   | Ciclista        | Equip         | Temps      |
| - | --------------- | ------------- | ---------- |
| 1 | Adolfo Grosso   | Itàlia-Gaggia | 1h 39' 30" |
| 2 | Donato Zampini  | Itàlia-Gaggia | m. t.      |
| 3 | Marcel Janssens | Bèlgica       | m. t.      |

|   | Ciclista                   | Equip         | Temps      |
| - | -------------------------- | ------------- | ---------- |
| 1 | Adolfo Grosso              | Itàlia-Gaggia | 3h 35' 45" |
| 2 | Marcel Janssens            | Bèlgica       | + 01' 09"  |
| 3 | Federico Martín Bahamontes | Castella      | + 01' 99"  |

### Etapa 3. Girona - Granollers. 186,0 km
|   | Ciclista        | Equip                 | Temps      |
| - | --------------- | --------------------- | ---------- |
| 1 | Francesc Alomar | Palma-Riera Marsà     | 5h 39' 08" |
| 2 | Antoni Castell  | Balears-Conyac Decano | + 04' 07"  |
| 3 | Hans Preiskeit  | Alemanya-Mutua        | + 10' 45"  |

|   | Ciclista                   | Equip             | Temps      |
| - | -------------------------- | ----------------- | ---------- |
| 1 | Francesc Alomar            | Palma-Riera Marsà | 9h 18' 12" |
| 2 | Marcel Janssens            | Bèlgica           | + 08' 45"  |
| 3 | Federico Martín Bahamontes | Castella          | + 08' 55"  |

### Etapa 4. Granollers - Encamp. 247,0 km
|   | Ciclista          | Equip                  | Temps      |
| - | ----------------- | ---------------------- | ---------- |
| 1 | Salvador Botella  | València-Conyac Lustau | 8h 08' 17" |
| 2 | Jacques Schoubben | Bèlgica                | + 01' 55"  |
| 3 | Antoni Gelabert   | Balears-Conyac Decano  | + 03' 37"  |

|   | Ciclista          | Equip                  | Temps       |
| - | ----------------- | ---------------------- | ----------- |
| 1 | Salvador Botella  | València-Conyac Lustau | 17h 36' 24" |
| 2 | Jacques Schoubben | Bèlgica                | + 04' 40"   |
| 3 | Francesc Massip   | Barcelona              | + 04' 57"   |

### Etapa 5. (5A Encant-Organyà 43 km) i (5B Organyà-Agramunt 54 km)
|   | Ciclista             | Equip                  | Temps      |
| - | -------------------- | ---------------------- | ---------- |
| 1 | Salvador Jarque      | València-Conyac Lustau | 1h 08' 55" |
| 2 | Hortensio Vidaurreta | Aragó-Navarra          | + 01"      |
| 3 | Senén Mesa           | Galícia-Astúries       | + 02"      |

|   | Ciclista         | Equip                  | Temps      |
| - | ---------------- | ---------------------- | ---------- |
| 1 | Josep Serra      | Catalunya-Cacaolat     | 1h 25' 48" |
| 2 | Francesc Massip  | Barcelona              | + 31"      |
| 3 | Salvador Botella | València-Conyac Lustau | + 1' 06"   |

|   | Ciclista         | Equip                  | Temps      |
| - | ---------------- | ---------------------- | ---------- |
| 1 | Josep Serra      | Catalunya-Cacaolat     | 2h 36' 33" |
| 2 | Francesc Massip  | Barcelona              | + 31"      |
| 3 | Salvador Botella | València-Conyac Lustau | + 01' 06"  |

|   | Ciclista         | Equip                  | Temps       |
| - | ---------------- | ---------------------- | ----------- |
| 1 | Salvador Botella | València-Conyac Lustau | 20h 13' 43" |
| 2 | Josep Serra      | Catalunya-Cacaolat     | + 03' 26"   |
| 3 | Francesc Massip  | Barcelona              | + 04' 02"   |

### Etapa 6. Agramunt - Lleida. 60,0 km
|   | Ciclista        | Equip                  | Temps      |
| - | --------------- | ---------------------- | ---------- |
| 1 | Carmelo Morales | País Basc-Botes Cumbre | 1h 32' 58" |
| 2 | Pedro Guzmán    | Castella               | m. t.      |
| 3 | Senén Mesa      | Galícia-Astúries       | + 02"      |

|   | Ciclista         | Equip                  | Temps       |
| - | ---------------- | ---------------------- | ----------- |
| 1 | Salvador Botella | València-Conyac Lustau | 21h 53' 38" |
| 2 | Josep Serra      | Catalunya-Cacaolat     | + 03' 26"   |
| 3 | Francesc Massip  | Barcelona              | + 04' 02"   |

### Etapa 7. Lleida - Tortosa. 188,0 km
|   | Ciclista             | Equip             | Temps      |
| - | -------------------- | ----------------- | ---------- |
| 1 | Jaime Montaña        | Barcelona         | 5h 35' 35" |
| 2 | Miquel Bover         | Palma-Riera Marsà | m. t.      |
| 3 | Josep Vidal i Porcar | Barcelona         | m. t.      |

|   | Ciclista         | Equip                  | Temps       |
| - | ---------------- | ---------------------- | ----------- |
| 1 | Salvador Botella | València-Conyac Lustau | 27h 29' 13" |
| 2 | Josep Serra      | Catalunya-Cacaolat     | + 03' 26"   |
| 3 | Francesc Massip  | Barcelona              | + 04' 02"   |

### Etapa 8. Tortosa - Tarragona. 100,0 km
|   | Ciclista             | Equip              | Temps      |
| - | -------------------- | ------------------ | ---------- |
| 1 | Miquel Poblet        | Catalunya-Cacaolat | 2h 46' 03" |
| 2 | Josep Vidal i Porcar | Barcelona          | + 02"      |
| 3 | Guido De Santi       | Itàlia-Gaggia      | + 05"      |

|   | Ciclista         | Equip                  | Temps       |
| - | ---------------- | ---------------------- | ----------- |
| 1 | Salvador Botella | València-Conyac Lustau | 30h 21' 43" |
| 2 | Josep Serra      | Catalunya-Cacaolat     | + 03' 26"   |
| 3 | Francesc Massip  | Barcelona              | + 04' 02"   |

### Etapa 9. Tarragona - Berga. 258,0 km
|   | Ciclista          | Equip             | Temps      |
| - | ----------------- | ----------------- | ---------- |
| 1 | Donato Zampini    | Itàlia-Gaggia     | 7h 37' 40" |
| 2 | Miquel Gual       | Palma-Riera Marsà | + 06' 48"  |
| 3 | Jacques Schoubben | Bèlgica           | m. t.      |

|   | Ciclista         | Equip                  | Temps       |
| - | ---------------- | ---------------------- | ----------- |
| 1 | Donato Zampini   | Itàlia-Gaggia          | 38h 06' 17" |
| 2 | Salvador Botella | València-Conyac Lustau | + 01' 31"   |
| 3 | Josep Serra      | Catalunya-Cacaolat     | + 04' 57"   |

### Etapa 10. Berga - Barcelona. 170,0 km
|   | Ciclista        | Equip             | Temps      |
| - | --------------- | ----------------- | ---------- |
| 1 | Marcel Janssens | Bèlgica           | 4h 36' 39" |
| 2 | Francesc Massip | Barcelona         | + 03' 38"  |
| 3 | Miquel Bover    | Palma-Riera Marsà | + 03' 54"  |

|   | Ciclista         | Equip                  | Temps       |
| - | ---------------- | ---------------------- | ----------- |
| 1 | Salvador Botella | València-Conyac Lustau | 42h 48' 21" |
| 2 | Francesc Massip  | Barcelona              | + 02' 46"   |
| 3 | Josep Serra      | Catalunya-Cacaolat     | + 03' 16"   |

## Classificació final
| Pos. | Ciclista                         | Club                   | Temps       |
| ---- | -------------------------------- | ---------------------- | ----------- |
| 1    | Salvador Botella (ESP)           | València-Conyac Lustau | 42h 48' 21" |
| 2    | Francesc Masip (ESP)             | Barcelona              | + 2' 46"    |
| 3    | Josep Serra (ESP)                | Catalunya-Cacaolat     | + 3' 16"    |
| 4    | Antoni Gelabert (ESP)            | Balears-Conyac Decano  | + 5' 42"    |
| 5    | Emilio Rodríguez (ESP)           | Galícia-Astúries       | + 7' 58"    |
| 6    | Bernardo Ruiz (ESP)              | València-Conyac Lustau | + 8' 53"    |
| 7    | Donato Zampini (ITA)             | Itàlia-Gaggia          | + 9' 59"    |
| 8    | Federico Martín Bahamontes (ESP) | Castella               | + 13' 20"   |
| 9    | Miquel Bover (ESP)               | Palma-Riera Marsà      | + 14' 11"   |
| 10   | Joaquim Filba (ESP)              | Barcelona              | + 19' 32"   |

## Classificacions secundàries
| Pos. | Ciclista                         | Equip              | Punts |
| ---- | -------------------------------- | ------------------ | ----- |
| 1    | Federico Martín Bahamontes (ESP) | Castella           | 21    |
| 2    | Francesc Masip (ESP)             | Barcelona          | 13    |
| 3    | Josep Serra (ESP)                | Catalunya-Cacaolat | 11    |

| Pos. | Equip                 | Temps        |
| ---- | --------------------- | ------------ |
| 1    | Barcelona             | 129h 46' 16" |
| 2    | Balears-Conyac Decano | + 20' 11"    |
| 3    | Palma-Riera Marsà     | + 22' 38"    |